# Marie Ney
Pour les articles homonymes, voir Ney.
Marie Fix, née le 18 juillet 1895 à Londres (quartier de Chelsea), ville où elle est morte le 11 avril 1981, est une actrice britannique, connue sous le nom de scène de Marie Ney.

## Biographie
Marie Ney débute dans les années 1910 au théâtre en Nouvelle-Zélande — où ses parents sont installés — et en Australie. En 1919, de retour en Angleterre, elle y poursuit sa carrière sur les planches et joue notamment dans sa ville natale (participant en particulier à plusieurs saisons de l'Old Vic). Mentionnons Trelawny of the « Wells » d'Arthur Wing Pinero en 1925,  Hamlet de William Shakespeare en 1934 (avec Sybil Thorndike et Esmond Knight), Le Sourire de la Joconde d'Aldous Huxley en 1948 (avec Clive Brook et Pamela Brown), ainsi que L'Invitation au château de Jean Anouilh en 1954.
Signalons également en 1930 son rôle de Milady de Winter dans la comédie musicale The Three Musketeers sur une musique de Rudolf Friml (avec Jerry Verno et Arthur Wontner).
Au cinéma, elle apparaît pour la première fois dans un film muet australien sorti en 1919. Après le passage au parlant, suivent vingt-deux films britanniques entre 1930 et 1964.
Mentionnons Brief Ecstasy d'Edmond T. Gréville (1937, avec Paul Lukas et Hugh Williams), La Taverne de la Jamaïque d'Alfred Hitchcock (1939, avec Charles Laughton et Maureen O'Hara), Guet-apens de Victor Saville (1949, avec Robert et Elizabeth Taylor), ou encore Simba de Brian Desmond Hurst (1955, avec Dirk Bogarde et Virginia McKenna).
Elle participe aussi au film grec Notre dernier printemps de Michael Cacoyannis (1960, avec Tassó Kavadía).
À la télévision britannique, Marie Ney collabore dès 1937 et jusqu'en 1969 à huit téléfilms et neuf séries, souvent d'origine théâtrale. Citons ITV Play of the Week (en) (deux épisodes, 1956-1959) et Maigret (un épisode, 1960).

## Théâtre à Londres (sélection)
(pièces, sauf mention contraire)
- 1920 : Le Songe d'une nuit d'été (A Midsummer Night's Dream') de William Shakespeare
- 1924-1925 : Macbeth, Beaucoup de bruit pour rien (Much Ado About Nothing), Le Conte d'hiver (The Winter's Tale), La Nuit des rois (Twelfth Night), Othello, Richard II et Le Songe d'une nuit d'été (A Midsummer Night's Dream) de William Shakespeare (saison à l'Old Vic)
- 1925 : Trelawny of the « Wells » d'Arthur Wing Pinero
- 1930 : The Three Musketeers, comédie musicale, musique de Rudolf Friml, lyrics de Clifford Grey et P. G. Wodehouse, livret de William Anthony McGuire, d'après le roman éponyme d'Alexandre Dumas : Milady de Winter
- 1933 : The Lake de Dorothy Massingham
- 1934 : Touch Wood de C. L. Anthony ; Hamlet de William Shakespeare
- 1935 : Les Trois Sœurs (The Three Sisters) d'Anton Tchekhov
- 1936 : Love from a Stranger de Frank Vosper
- 1937-1938 : Macbeth et Mesure pour mesure (Measure for Measure) de William Shakespeare (saison à l'Old Vic)
- 1938 : She Was Too Young de Laurier Lister et Hilda Vaughan
- 1947 : King of Rome de Madge Pemberton
- 1948 : Le Sourire de la Joconde (The Gioconda Smile), adaptation de la nouvelle éponyme d'Aldous Huxley, faisant partie du recueil Dépouilles Mortelles paru en 1921
- 1949 : The Young and Fair de N. Richard Nash
- 1950 : La Seconde Mme Tanqueray (The Second Mrs. Tanqueray) d'Arthur Wing Pinero, décors de Cecil Beaton
- 1954 : L'Invitation au château (Ring Round the Moon) de Jean Anouilh, adaptation de Christopher Fry
- 1955 : The Mulberry Bush d'Angus Wilson
- 1958 : The Last World de Jack Popplewell

## Filmographie partielle

### Cinéma
- 1930 : Escape de Basil Dean : Grace
- 1933 : Le Juif errant (The Wandering Jew) de Maurice Elvey : Judith
- 1935 : Scrooge d'Henry Edwards : l'esprit de Noël passé
- 1937 : Brief Ecstasy d'Edmond T. Gréville : Martha Russell
- 1939 : La Taverne de la Jamaïque (Jamaica Inn) d'Alfred Hitchcock : Patience Merlyn
- 1948 : Conditions difficiles (Uneasy Terms) de Vernon Sewell  : Honoria Wymering
- 1949 : The Romantic Age d'Edmond T. Gréville : Mlle Hallam
- 1949 : Guet-apens (Conspirator) de Victor Saville : Lady Pennistone
- 1950 : Shadow of the Past de Mario Zampi : Mme Bentley
- 1950 : Ultimatum (Seven Days to Noon) de John et Roy Boulting : Mme Willingdon
- 1951 : Night Was Our Friend de Michael Anderson : Emily Raynor
- 1951 : De l'or en barre (The Lavender Hill Mob) de Charles Crichton : la directrice de l'école
- 1955 : Simba de Brian Desmond Hurst : Mme Crawford
- 1956 : Peine capitale (Yield to the Night) de J. Lee Thompson : la gouverneur de la prison
- 1960 : Notre dernier printemps (Ερόικα) de Michael Cacoyannis : Mme Norton
- 1963 : West 11 de Michael Winner : Mildred Dyce
- 1964 : Witchcraft de Don Sharp : Malvina Lanier

### Télévision
(séries)
- 1956-1959 : ITV Play of the Week
  - Saison 1, épisode 42 Rain on the Just (1956) de Peter Graham Scott : Lady Corbel
  - Saison 5, épisode 9 The Violent Years (1959) de Peter Graham Scott : Dr Anne Carrington
- 1960 : Maigret
  - Saison 1, épisode 5 Maigret et la Vieille Dame (The Old Lady) : Mme Besson
- 1960 : The Four Just Men
  - Saison unique, épisode 28 The Grandmother de Don Chaffey : Mme de Seiberd